# Когассет (Міннесота)
Когассет (англ. Cohasset) — місто (англ. city) в США, в окрузі Ітаска штату Міннесота. Населення — 2689 осіб (2020).

## Географія
Когассет розташований за координатами 47°14′33″ пн. ш. 93°39′51″ зх. д. / 47.24250° пн. ш. 93.66417° зх. д. (47.242456, -93.664302).  За даними Бюро перепису населення США в 2010 році місто мало площу 91,38 км², з яких 69,42 км² — суходіл та 21,96 км² — водойми.

## Демографія
Згідно з переписом 2010 року, у місті мешкало 2698 осіб у 1067 домогосподарствах у складі 795 родин. Густота населення становила 30 осіб/км².  Було 1324 помешкання (14/км²).
Расовий склад населення:
| - 94,9 % — білих - 2,0 % — корінних американців - 0,4 % — азіатів - 0,1 % — чорних або афроамериканців |

До двох чи більше рас належало 2,5 %. Частка іспаномовних становила 0,6 % від усіх жителів.
За віковим діапазоном населення розподілялося таким чином: 23,2 % — особи молодші 18 років, 60,5 % — особи у віці 18—64 років, 16,3 % — особи у віці 65 років та старші. Медіана віку мешканця становила 46,0 року. На 100 осіб жіночої статі у місті припадало 101,2 чоловіків;  на 100 жінок у віці від 18 років та старших — 99,3 чоловіків також старших 18 років.
Середній дохід на одне домашнє господарство  становив 81 695 доларів США (медіана — 60 597), а середній дохід на одну сім'ю — 95 331 долар (медіана — 68 182). Медіана доходів становила 56 987 доларів для чоловіків та 32 130 доларів для жінок. За межею бідності перебувало 7,3 % осіб, у тому числі 6,8 % дітей у віці до 18 років та 2,7 % осіб у віці 65 років та старших.
Цивільне працевлаштоване населення становило 1328 осіб. Основні галузі зайнятості: освіта, охорона здоров'я та соціальна допомога — 27,0 %, роздрібна торгівля — 14,2 %, будівництво — 9,6 %, науковці, спеціалісти, менеджери — 8,1 %.